# Australian Open 1998 – ženská čtyřhra
Obhájcem titulu byl švýcarsko-běloruský pár Martina Hingisová a Nataša Zverevová, který ovšem do soutěže nezasáhl společně. Hingisová startovala spolu s Chorvatkou Mirjanou Lučićovou poté, co hráčky obdržely od pořadatelů divokou kartu. Zverevová vytvořila první nasazenou dvojici s Američankou Lindsay Davenportovou.
Soutěž ženské čtyřhry vyhrál pár Martina Hingisová a Mirjana Lučićová, který ve finále zdolal turnajové jedničky Lindsay Davenportovou a Natašu Zverevovou. Pro Hingisovou to byl druhý titul v řadě.

## Nasazené páry
1. Lindsay Davenportová /  Nataša Zverevová (finále)
2. Manon Bollegrafová /  Arantxa Sánchezová Vicariová (čtvrtfinále)
3. Yayuk Basukiová /  Caroline Visová (3. kolo)
4. Conchita Martínezová /  Patricia Tarabiniová (semifinále)
5. Chanda Rubinová /  Helena Suková (1. kolo)
6. Jelena Lichovcevová /  Ai Sugijamová (čtvrtfinále)
7. Naoko Kidžimutaová /  Nana Mijagiová (čtvrtfinále)
8. Lisa Raymondová /  Rennae Stubbsová (semifinále)
9. Anna Kurnikovová /  Larisa Savčenková (2. kolo)
10. Ruxandra Dragomirová /  Iva Majoliová (3. kolo)
11. Amanda Coetzerová /  Anke Huberová (3. kolo)
12. Sabine Appelmansová /  Miriam Oremansová (3. kolo)
13. Inés Gorrochateguiová /  Irina Spîrleaová (1. kolo)
14. Rika Hirakiová /  Mercedes Pazová (. kolo)
15. Kerry-Anne Guseová /  Rachel McQuillanová (čtvrtfinále)
16. Eva Melicharová /  Helena Vildová (1. kolo)

## Pavouk
| Legenda                                                       |                                                                        |                                                   |
| - Q – kvalifikant - WC – divoká karta - LL – šťastný poražený | - Alt – náhradník - SE – zvláštní výjimka - PR/SR – žebříčková ochrana | - w/o – bez boje - r – skreč - d – diskvalifikace |